# Rima sillabica
In linguistica, nello studio della fonologia,  la rima di una sillaba consiste in un nucleo e una coda opzionale.  Essa è la parte di una sillaba utilizzata nella rima poetica, e anche la parte che viene allungata o accentuata quando una persona prolunga o accentua una parola durante il discorso.
La rima è di solito la porzione di una sillaba, dalla prima vocale alla fine.  Per esempio, /æt/ è la rima di tutte le parole at, sat, e flat.  Tuttavia, in alcune lingue, il nucleo non deve necessariamente essere una vocale.  Per esempio, la rima della seconda sillaba delle parole inglesi bottle e fiddle è proprio /l/, una consonante liquida.
Le "rime", sillabica e poetica,  sono varianti della stessa parola, ma la forma più rara di "rima" è talvolta usata per significare specificamente "rima sillabica" per differenziarla dal concetto poetico di rima. Questa distinzione non viene fatta da alcuni linguisti e non appare nella maggior parte dei dizionari.

## Struttura della rima
| Il modello più semplice di struttura sillabica divide ogni sillaba in un attacco opzionale, un nucleo obbligatorio , e una coda opzionale. L'illustrazione alla destra dimostra questo modello con le parole inglesi cat e sing. |

| Esistono, tuttavia, molti argomenti per una relazione gerarchica, piuttosto che una lineare, tra le componenti sillabiche. Questo modello gerarchico raggruppa nucleo sillabico e coda in un livello intermedio, la rima, come mostrata nell'illustrazione alla sinistra. Il modello gerarchico risponde alla regola che il componente nucleo+coda giocano nel verso (cioè, le parole rimanti come cat e bat sono formate uguagliando sia il nucleo che la coda, o l'intera rima), e per la distinzione tra sillabe lunghe e brevi, le quali giocano un ruolo nei processi fonologici come, per esempio, il cambiamento fonetico nell'Old English di scipu e wordu. |

Proprio come la rima si ramifica in nucleo e coda, il nucleo e la coda possono ognuna ramificarsi in fonemi multipli.   Le due illustrazioni sotto mostrano le parole inglesi con la ramificazione rispettivamente di nucleo e coda.